# 1966 en sport
Cette page présente les faits marquants de l'année 1966 en sport.

## Automobile
- Jack Brabham remporte le Championnat du monde de Formule 1 au volant d'une Brabham-Repco.

## Baseball
- Les Baltimore Orioles remportent les World Series face aux Los Angeles Dodgers.
- Finale du championnat de France : Paris UC vainqueur.

## Basket-ball
- NBA : les Boston Celtics sont champion NBA en battant en finales les Los Angeles Lakers 4 manches à 3.
- AS Villeurbanne est le champion de France.

## Cyclisme
- Eddy Merckx fait ses débuts chez les professionnels en emportant pour la première fois Milan-San Remo.
- Jacques Anquetil termine une brillante carrière : contraint à l'abandon d'un tour de France remporté par son équipier Lucien Aimar, il emporte néanmoins son cinquième Paris-Nice et son neuvième Grand Prix des Nations contre la montre en neuf participations.
- Sur le Nürburgring, Rudi Altig prive Jacques Anquetil d'un titre de Champion du Monde sur route mérité. Raymond Poulidor est troisième.

## Football
- Le FC Nantes remporte le championnat de France de football.
- L'Angleterre remporte la Coupe du monde de football.
  - Article de fond : Coupe du monde de football 1966

## Football américain
- 2 janvier : Green Bay Packers champion de la NFL. Article détaillé : Saison NFL 1965.

## Hockey sur glace
- Les Canadiens de Montréal remportent la Coupe Stanley 1966.
- Coupe Magnus : Chamonix est sacré champion de France.
- L’URSS remporte le championnat du monde.
- Grasshopper-Club Zurich est champion de Suisse.
- 10 avril : premier match de hockey diffusé aux États-Unis. Il s'agit d'un match des séries éliminatoires de 1966 entre les Red Wings de Détroit et les Black Hawks de Chicago (victoire 7 buts à 0 pour les Red Wings).

## Rugby à XIII
- 22 mai : à Carcassonne, Lézignan remporte la Coupe de France face à Villeneuve-sur-Lot 22-7.
- 29 mai : à Toulouse, Carcassonne remporte le Championnat de France face à Saint-Gaudens 45-20.

## Rugby à XV
- Le Pays de Galles remporte le Tournoi des Cinq Nations.
- Le SU Agen est champion de France.

## Ski alpin
- Championnats du monde à Portillo (Chili) : la France remporte 16 médailles (record), dont 6 d'or.

## Naissances

### Janvier
- 17 janvier : Stéphan Caron, nageur français.
- 13 janvier : Denis Lathoud, handballeur français. († 21 juin 2025).
- 19 janvier : Stefan Edberg, joueur de tennis suédois.

### Février
- 5 février : José Maria Olazábal, golfeur espagnol.
- 7 février :
  - Kristin Otto, nageuse allemande
  - Claude Issorat, athlète handisport français.
- 19 février : Vincenzo Scifo, footballeur belge.
- 21 février : Nate Hill, joueur américain de foot U.S. († 18 septembre 2007).

### Mars
- 9 mars : Giorgio Furlan, coureur cycliste professionnel italien.

### Avril
- 7 avril : Michela Figini, skieuse alpine suisse.
- 14 avril : Greg Maddux, joueur américain de baseball.
- 16 avril : Laurent Bourgnon, skipper (voile) français.
- 24 avril : Alessandro Costacurta, footballeur italien.
- 25 avril : Diego Dominguez, joueur de rugby à XV argentin.
- 28 avril : Jean-Luc Crétier, skieur alpin français.

### Mai
- 7 mai : Andrea Tafi, coureur cycliste italien, professionnel de 1989 à 2004.
- 10 mai : Jonathan Edwards, athlète britannique.
- 24 mai : Éric Cantona, footballeur français.
- 29 mai : Bertrand Amoussou, judoka, jujitsuka et pratiquant de MMA français.

### Juin
- 5 juin : Servard Emirzian, plongeuse soviétique.
- 16 juin : Jan Železný, athlète tchèque.
- 18 juin : 
  - Kurt Browning, patineur artistique canadien.
  - Catherine (Cathy) Fleury, judoka française, championne du monde en 1989 et championne olympique en 1992.
- 25 juin : Dikembe Mutombo, joueur de basket-ball congolais, évoluant en NBA. († 27 septembre 2024).
- 30 juin :
  - Mike Tyson, boxeur américain.
  - Andreï Abduvaliev, athlète tadjik, spécialiste du lancer du marteau, champion olympique aux Jeux de Barcelone (1992), champion du monde en 1993.

### Juillet
- 18 juillet : Dan O'Brien, athlète américain.
- 29 juillet : Sally Gunnell, athlète britannique.

### Août
- 14 août : Paolo Tofoli, joueur italien de volley-ball.
- 23 août : Rik Smits, joueur de basket-ball néerlandais

### Septembre
- 2 septembre : Olivier Panis, pilote automobile français.
- 16 septembre : Stéphane Traineau, judoka français.
- 22 septembre : Mike Richter, joueur américain de hockey sur glace (gardien de but).

### Octobre
- 1er octobre : 
  - George Weah, footballeur libérien.
  - Francis Laruaz, rugbyman français.
- 5 octobre : Inessa Kravets, athlète ukrainienne, pratiquant le triple saut et le saut en longueur.
- 23 octobre : Alessandro Zanardi, pilote automobile italien de Formule 1 et de Cart.

### Novembre
- 4 novembre : Mireia Cornudella Felip, skipper espagnole d'origine catalane.
- 19 novembre : Gail Devers, athlète américaine, championne olympique du 100 mètres et du relais 4 × 100 mètres en 1992 et 1996, championne du monde du 100 mètres en 1993, du 100 mètres haies en 1993 et 1995 et du 4 × 100 mètres en 1995 et 1997.
- 21 novembre : Troy Aikman, joueur de football US américain.
- 28 novembre : Stéphane Mazzolini, footballeur, puis entraîneur français.
- 30 novembre :
  - Philippe Bozon, hockeyeur français.
  - Mika Salo, pilote automobile finlandais.

### Décembre
- 14 décembre : Anthony Mason, joueur américain de basket-ball.
- 19 décembre : Alberto Tomba, skieur italien.
- 22 décembre : Dmitry Bilozerchev, gymnaste soviétique.

## Décès
- 11 janvier : Hannes Kolehmainen, 76 ans, athlète finlandais, champion olympique du 5 000 mètres et du 10 000 mètres aux Jeux de Stockholm en 1912, ainsi que du marathon aux Jeux d'Anvers en 1920. (° 9 décembre 1889).
- 22 mai : Tom Goddard, 65 ans, joueur de cricket britannique (° 1er octobre 1900).
- 30 juin : Giuseppe Farina, 59 ans, pilote automobile italien, premier champion du monde de Formule 1 en 1950. (° 30 octobre 1906).
- 5 décembre : Sylvère Maes, 56 ans, coureur cycliste belge, vainqueur du Tour de France en 1936 et 1939. (° 22 août 1909).